# 尹锐志
尹锐志（1891年—1948年1月10日），又名锐子，女，浙江嵊县人，中国民主革命家，辛亥革命人物。
清末時尹锐志加入光復會。一度被秋瑾派遣至嵊縣發動反清起義。秋瑾被捕後尹锐志逃到上海。辛亥革命期間，尹锐志與光復會成員一道進攻清朝控制下的南京。南京被革命軍攻佔後尹锐志回到上海，打算再和別人一同進攻松江府府城，在上海法租界和同伴一起製造炸藥時被炸傷，尹锐志隨後被送醫收治。陶成章被刺殺後尹锐志對孫中山的中華民國臨時政府感到不滿，在南京胡漢民的辦公室與胡漢民吵架，不久尹锐志離開南京。1916年，尹锐志與周亞衛結婚。中國抗日戰爭期間，尹锐志在重慶避難。1946年，尹锐志重組光復會。1948年1月10日，尹锐志因腦溢血在重慶去世。